# Selge

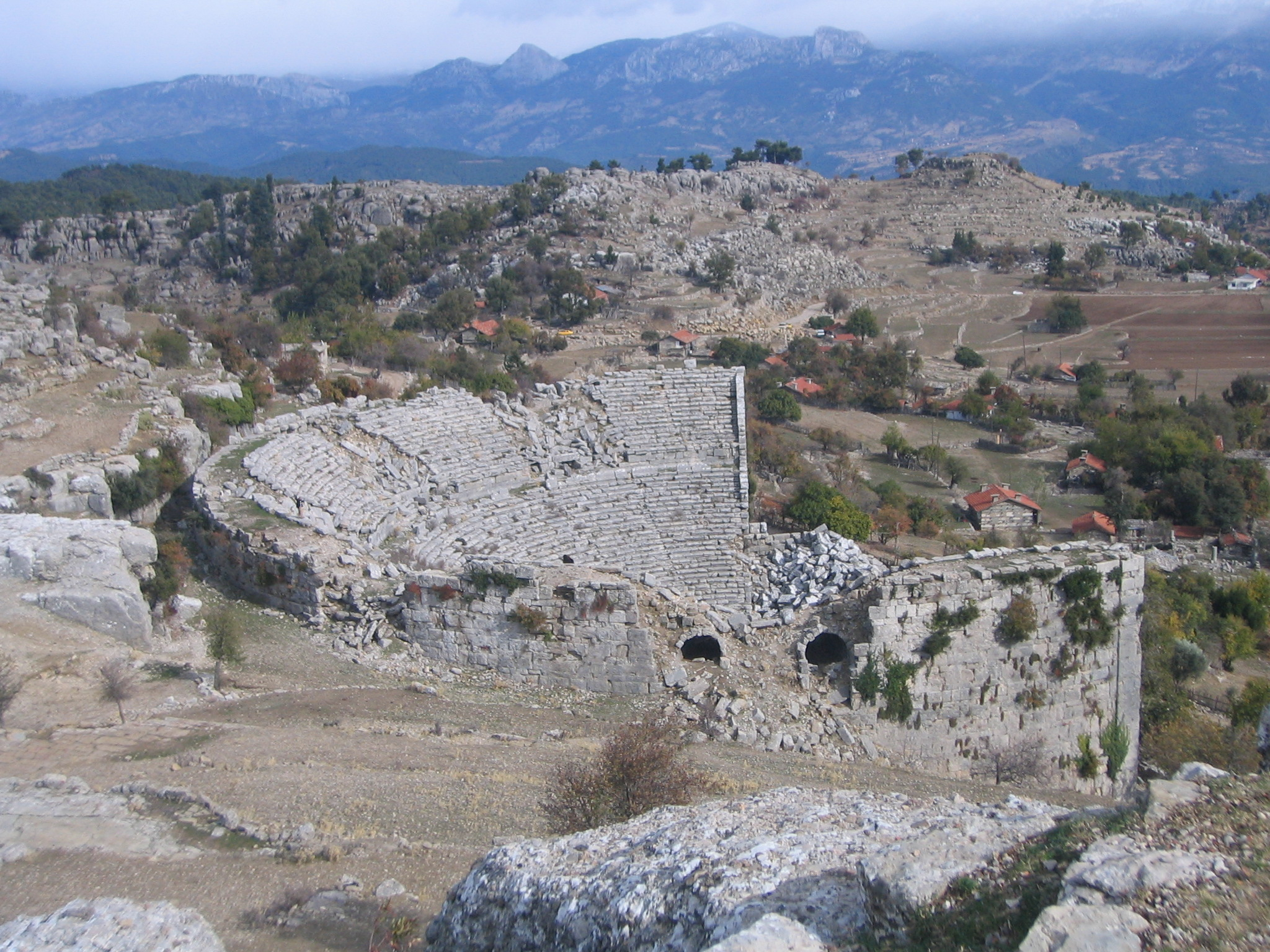
O teatro romano de Selge

Selge (em grego:  Σελγη) foi uma cidade importante da região histórica da Pisídia, situada nas vertentes sul dos Montes Tauro, perto do local onde o Rio Eurimedonte (denominado atualmente Köprüçay) força o seu caminho para sul através das montanhas.

## História
Acredita-se que a cidade tivesse começado por ser uma colónia grega, pois Estrabão refere que teria sido fundada por gregos da Lacónia (região cuja capital é Esparta), mas ao mesmo tempo acrescenta uma nota confusa sobre ter sido previamente fundada por Calcas. A acrópole de Selge ostentava o nome de Cesbédio.

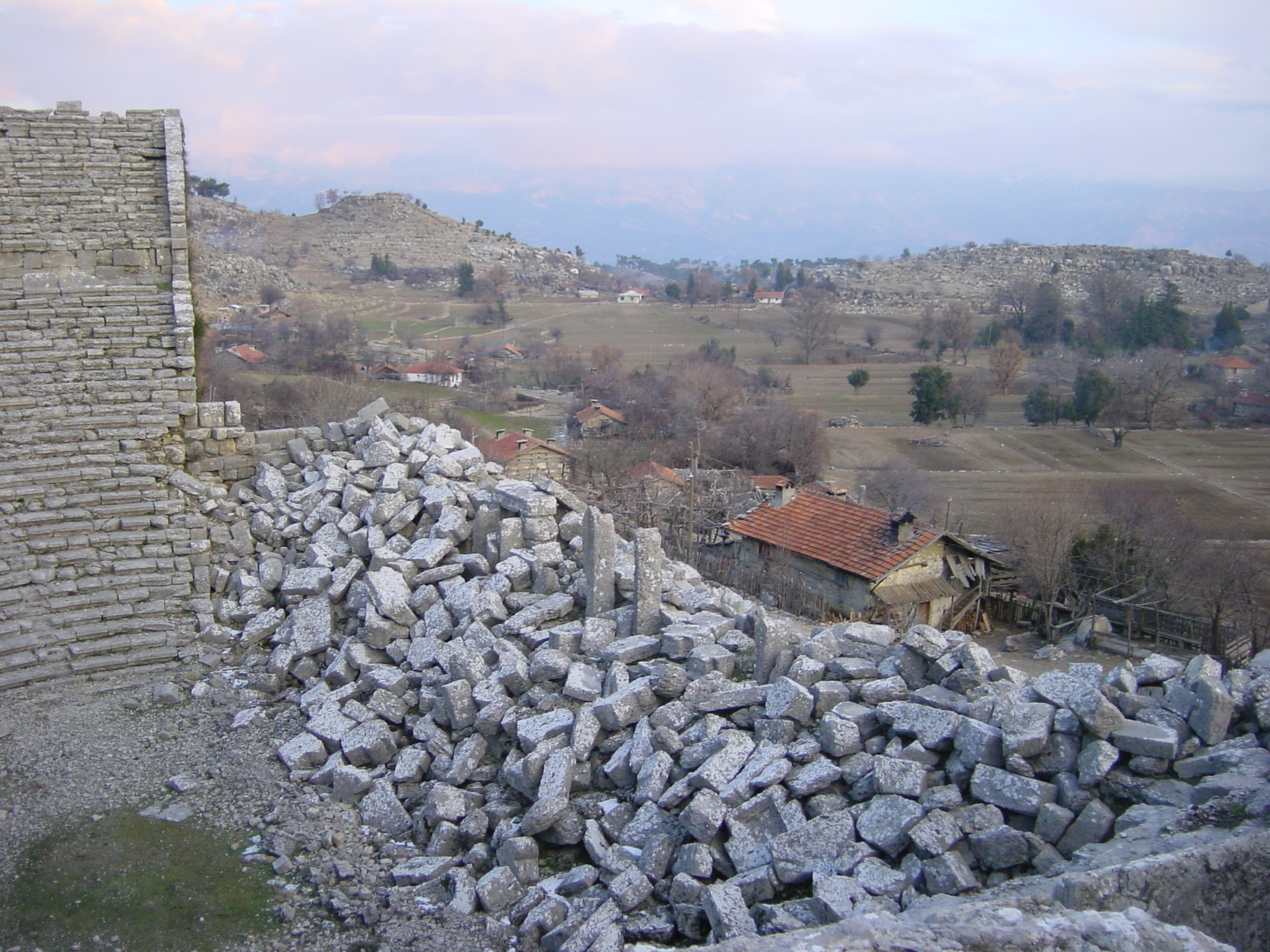
A aldeia de Altınkaya e as ruínas de Selge vistas do teatro

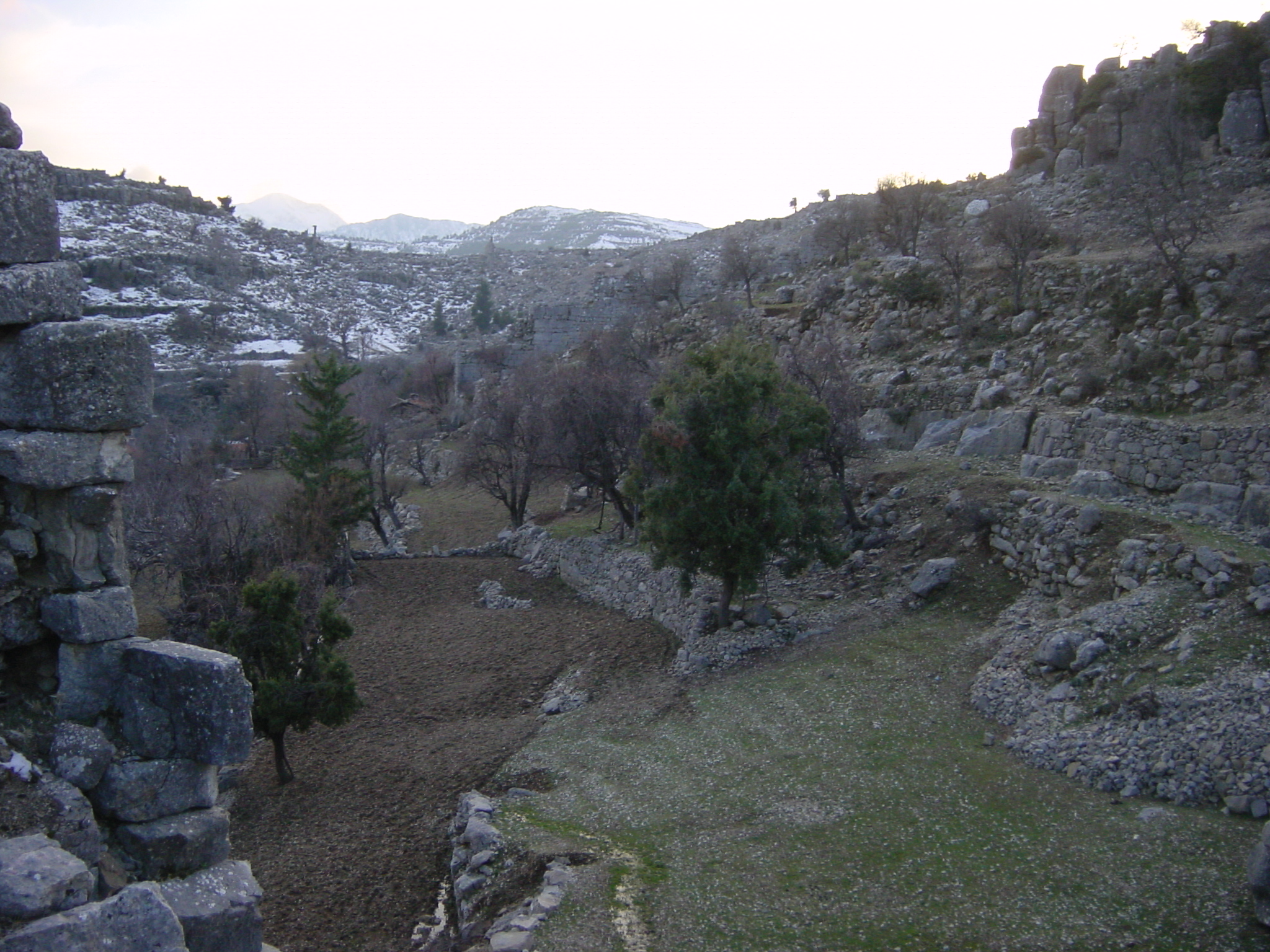

A região onde se situava era muitíssimo fértil, produzindo azeite, vinho e madeira de várias variedades em abundância. Outras produções valiosas e famosas da cidade eram o storax, uma resina aromática utilizada em perfumaria, e uma pomada preparada a partir de raízes de lírios.
A cidade era de muito difícil acesso, por estar rodeada de precipícios e leitos de torrentes afluentes do Eurimedonte e do Cestro (o atual Aksu), cuja passagem requeria pontes.
Em consequência das suas excelentes leis e constituição política, Selge ganhou o estatuto da mais poderosa e populosa cidade da Pisídia e numa ocasião conseguiu reunir um exército de 20 000 homens. Devido a estas circunstâncias e ao valor das suas gentes, pelo qual qual eram vistas como aparentadas meritórias dos espartanos, Selge nunca foi subjugada por nenhuma potência estrangeira antes dos romanos, mantendo sempre a sua liberdade e independência. Quando Alexandre passou pela Pisídia, em 333 a.C., Selge enviou-lhe uma embaixada e ganhou o seu favor e amizade.
No período em que o general selêucida Aqueu se proclamou governante da Ásia Ocidental, Selge esteve em guerra com a cidade vizinha de Pednelisso, que esteve cercada pelas tropas de Selge. A pedido de Pednelisso, Aqueu enviou uma grande força militar contra Selge em 218 a.C. Depois de uma longo e enérgico cerco e algumas traições, os selgianos começaram a desesperar e enviaram emissários a Aqueu para negociar a paz. Esta seria concedida nas seguintes condições: Selge pagava imediatamente 400 talentos, os prisioneiros de Pednelisso eram libertados e depois de algum tempo seria pago outro tributo de 200 talentos.
Depois disso seguiu-se um longo período praticamente sem menções históricas a Selge. Pelas suas moedas, sabe-se que a cidade ainda era florescente no tempo de Adriano (imperador romano entre 117 e 138 d.C.). Ptolemeu, que viveu sensivelmente na mesma altura, menciona Selge na sua obra Geografia, mas estranhamente não há qualquer referência à cidade por parte de Plínio, o Velho (23-79 d.C.). No século V d.C. Zósimo chama-lhe uma pequena cidade, mas suficientemente forte para repelir uma bando de godos. Outra referência à cidade aparece nos escritos de Hiérocles, o geógrafo bizantino do século VI.

## Ruínas na atualidade

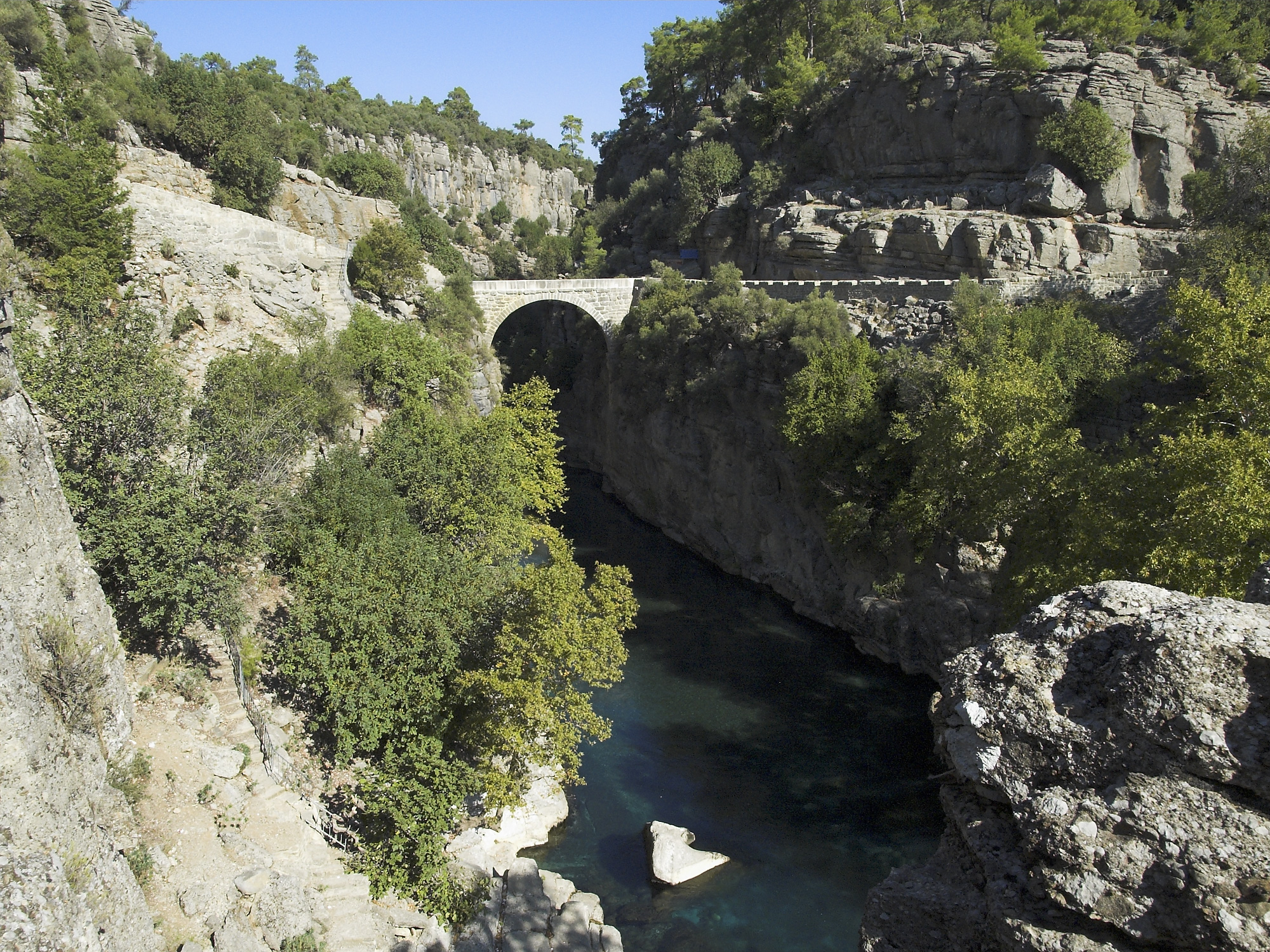
A, a 12 km da cidade, na estrada que lhe dá acesso desde a Antiguidade.

Os restos da cidade encontram-se num planalto a 950 m de altitude onde também se encontra a aldeia de Altınkaya (também chamada Zerk), que até há alguns anos era praticamente inacessível por automóvel. As ruínas consistem principalmente em partes da muralha e restos da acrópole. Há ainda vestígios da ágora, do ginásio, da estoa, do estádio, da cisterna, da necrópole, da basílica bizantina e de dois templos, um dedicado a Zeus e outro a Artemisa. As ruínas mais bem conservadas são as do teatro, restaurado no século III d.C.
A 12 km das ruínas, meio caminho da planície costeira da Panfília, encontram-se duas pontes romanas em bom estado, muito próximas uma da outra, uma sobre o Rio Köprüçay (antigo Eurimedonte) e outra sobre um pequeno afluente. A primeira, denominada Ponte do Eurimedonte (em turco:  Oluk Köprü), ainda está em uso, servindo a estrada que cruza Garganta de Köprülü, um canhão profundo e estreito. O nome turco do rio deve o seu nome a esta ponte — Köprüçay significa "rio ou ribeira da ponte".